# 전조선도시대항축구대회
전조선도시대항축구대회(全朝鮮都市對抗蹴球大會)는 1936년부터 1942년 사이, 조선중앙일보 및 조선일보 등 언론사의 주최로 서울에서 열렸던 도시 대항 축구대회이다.

## 명칭
조선중앙일보주최 제1회 전조선도시대항축구대회라는 명칭으로 처음 개최되었다.

## 역사

### 조선중앙일보 주최 대회 (1936년)
1930년대 당시 여운형이 사장으로 재직하면서 각종 스포츠 행사를 주관하던 조선중앙일보는, 축구를 통한 전국 도시의 향토열을 고취시키기 위해, 1936년 4월 제1회 전조선도시대항축구대회를 경성운동장(현 동대문운동장)에서 개최한다. 이 대회에는 경성, 평양을 비롯 10개 도시가 참가하여 대성황을 이루었으며, 2차례의 예선과 준결승, 결승전이 치러졌다. 특히 1935년 이후 중단되었던 경평전에서 경성, 평양 양대 강 팀에 참가했던 유명 선수들이 자신들의 출신지 팀 소속으로 출전 하는 등 도시간 전력의 평준화가 이루어지는 듯 하였으나, 결승에서는 경성이 평양을 꺾고 우승하여 양 팀은 여전히 강팀으로서의 면모를 유지하였다. 그러나 1936년 여름, 손기정 선수 사진에 대한 일장기 말소 사건으로 동아일보와 함께 조선중앙일보가 정간되면서 이 대회는 제1회를 끝으로 중단되고 만다.

### 조선일보 주최 대회 (1938년~1940년)
조선중앙일보 주최의 대회가 첫 대회를 끝으로 중단되었지만, 1938년 각 도시 축구인들의 요청에 따라 2년 만에 대회를 부활시킨다. 비록 대회 주최가 조선일보로 바뀌고 대회 횟수를 다시 제1회로 명명하였지만, 1936년 조선중앙일보 주최의 대회와 동일한 명칭과 성격의 대회였다. 전국 주요 도시에서 1938년 7개 팀, 1939년 12개 팀, 1940년 13개 팀이 참가하는 등 점차 대회 규모가 확대되었다. 그러나 조선일보사 역시 일제의 탄압으로 1940년 8월 폐간됨에 따라 이 대회 역시 중단될 위기에 처한다.

### 조선축구협회, 매일신보 공동 주최 대회 (1941년~1942년)
조선축구협회(현 대한축구협회)는 대회의 명맥을 잇기 위해, 조선총독부의 기관지였던 매일신보사(每日申報社)와 공동으로 1941년 제4회 대회를 주최한다. 1941년 14팀, 1942년 17 팀이 참가하는 등 외연을 확대해가지만, 이 역시 1942년 대회를 끝으로 일제의 구기종목 전면금지에 따라 다시 중단된다.

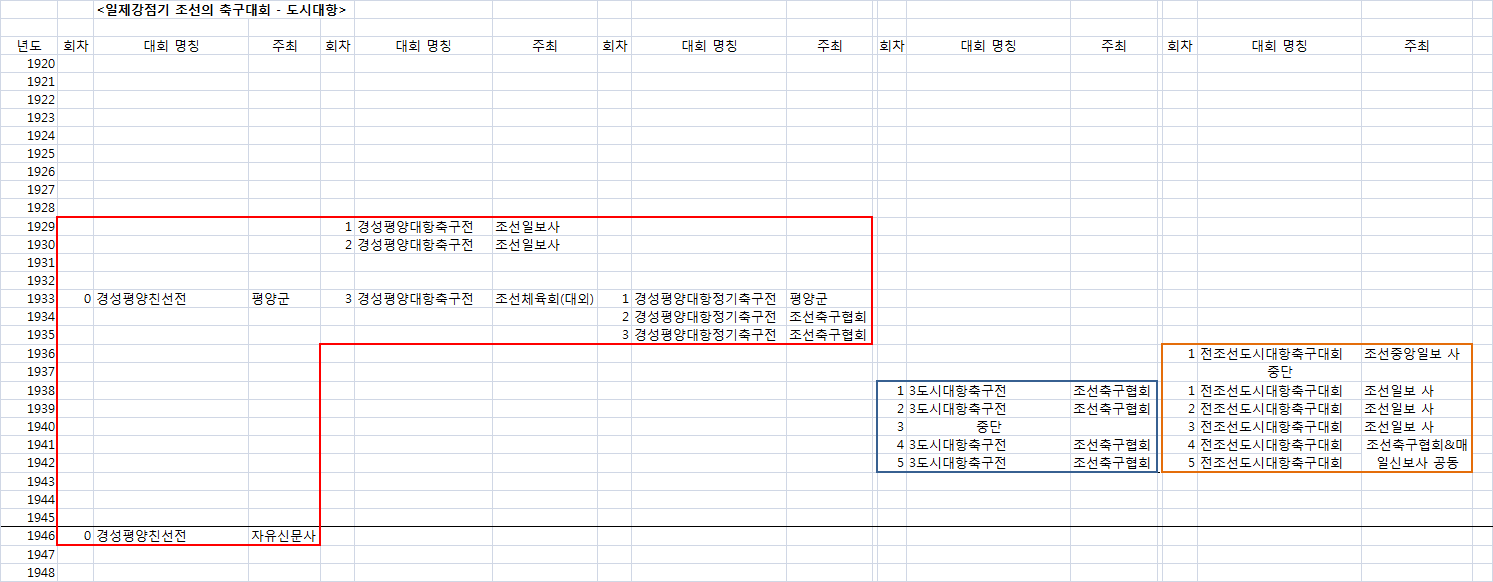
일제강점기 조선의 도시대항축구대회

## 대회 운영
대회는 매년 4월이나 5월에 경성운동장에서 열렸다. 전국 각 도시에서 출전한 10~20여 개의 팀이 예선 1~3회전을 치른 뒤, 상위 4팀을 뽑아 준결승을 치르고, 다시 이 경기의 승자끼리 결승을 치르는 토너먼트 방식이 적용되었다.

## 의미
전조선도시대항축구대회는 비록 역사는 짧더라도 축구가 전국적으로 확산되는 계기를 마련했다는 점에서 의미가 있다. 특히 도시 단위로 참가를 유도하여 축구의 지역 연고 마련을 이끌었다. 또한 서울, 평양, 함흥 등 기존의 축구 강호들은 물론, 기타 지방의 주요 도시들까지 공식적으로 참여할 수 있는 전국 단위의 대회였다는 점 역시 주목할 만하다. 1942년 중단되었던 대회는, 1946년 서울신문사에 의해 전국도시대항축구대회라는 이름으로 부활하여 1966년까지 지속되었다. 하지만 규모나 열기면에서 이전의 것에 미치지 못했으며, 일제의 탄압으로 인해 그 흐름이 끊겨 소규모 대회로 전락했다는 점은 아쉬운 점으로 남는다.

## 결과 및 기록

### 역대 대회 개요
| 횟수 | 대회 명칭                    | 주최                        | 일시         | 팀 수 | 참가팀                             | 참가팀 | 참가팀           | 참가팀           | 참가팀                     | 참가팀                             | 우승팀     |
| 횟수 | 대회 명칭                    | 주최                        | 일시         | 팀 수 | 경기                               | 강원   | 충청호남         | 영남             | 관서                       | 관북                               | 우승팀     |
| ---- | ---------------------------- | --------------------------- | ------------ | ----- | ---------------------------------- | ------ | ---------------- | ---------------- | -------------------------- | ---------------------------------- | ---------- |
| 1    | 제1회 전조선도시대항축구대회 | 조선중앙일보                | 1936.4.25    | 10    | 경성                               |        | 군산, 순천, 제주 | 마산             | 평양, 진남포, 안악         | 함흥, 원산                         | 경성       |
| 2    | 제1회 전조선도시대항축구대회 | 조선일보                    | 1938.4.11    | 7     | 경성, 광주(廣州)                   | 철원   | 광주(光州)       |                  | 평양, 진남포               | 청진                               | 경성       |
| 3    | 제2회 전조선도시대항축구대회 | 조선일보                    | 1939.4.14    | 12    | 경성, 개성, 수원, 광주(廣州), 이천 |        | 목포             | 대구             | 평양, 신의주               | 함흥, 원산, 영흥                   | 함흥       |
| 4    | 제3회 전조선도시대항축구대회 | 조선일보                    | 1940.4.19    | 13    | 경성, 마장, 인천,광주(廣州)        | 철원   | 전주             | 대구             | 평양, 신의주               | 함흥, 홍원, 원산,덕원              | 함흥       |
| 5    | 제4회 전조선도시대항축구대회 | 조선축구협회, 매일신보 공동 | 1941.4.21~25 | 14    | 경성, 마장, 개성, 수원             |        | 광주(光州), 전주 |                  | 평양, 신의주               | 함흥, 홍원, 삼호, 북청, 원산, 덕원 | 평양       |
| 6    | 제5회 전조선도시대항축구대회 | 조선축구협회, 매일신보 공동 | 1942.5.16~20 | 17    | 경성, 인천                         | 춘천   | 전주, 군산       | 부산, 마산, 대구 | 평양, 진남포, 신의주, 해주 | 함흥, 홍원, 북청, 원산, 청진       | 경성, 평양 |

### 역대 우승팀
- 경성 축구단 3회 (1936, 1938, 19421)
- 함흥 축구단 2회 (1939, 1940)
- 평양 축구단 2회 (1941, 19421)

1. 1942년은 경성, 평양의 공동 우승

## 같이 보기
- 경평대항축구전
- 3지방대항축구전
- 전조선축구대회
- 조선축구협회
- 경성 축구단
- 평양 축구단

## 참고 자료
- 大韓蹴球協會 편 『韓國蹴球百年史』라사라, 1986, p.241-245, p.558-559.
- 윤경헌, 최창신『축구 = 1 : 國技축구 그 찬란한 아침 』국민체육진흥공단, 1997, p.106, p.121-131, p.313.